# Конституция Мозамбика
Конституция Республики Мозамбик — основной закон Мозамбика. Она обеспечивает правовую основу существования государства, устанавливает права и обязанности её граждан, а также определяет систему управления страной.
Действующая Конституция Мозамбика была принята Народным собранием 2 ноября 1990 года, вступила в действие 30 ноября 1990 года, и действует до настоящего времени с поправками от 1996 и 2004 года.

## Исторический контекст
После Революции гвоздик в Португалии, Мозамбик получил независимость 25 июня 1975 года. К власти в стране пришла партия ФРЕЛИМО во главе с Саморой Машелом. Исполнительный комитет ФРЕЛИМО в 1975 году принял первую Конституцию страны, согласно которой страна именовалась Народная Республика Мозамбик, и которая закрепляла курс на создание в Мозамбике политических, идеологических, научных и материальных основ социалистического общества, а также руководящую роль ФРЕЛИМО.
В 1976 году в стране вспыхнула гражданская война, в которой основным противником ФРЕЛИМО выступило Мозамбикское национальное сопротивление (более известное по португальскому акрониму РЕНАМО). После гибели в 1986 году С.Машела его преемник Ж.Чиссано придерживался прагматичного подхода во внешней и внутренней политике, провёл смену внешнеполитической ориентации страны, осуществил демонтаж однопартийной системы и добился прекращения гражданской войны. После долгих и сложных переговоров ФРЕЛИМО с РЕНАМО был выработан приемлемый вариант текста новой Конституции, фактически означавший смену политического курса — переход от социалистической модели развития к капиталистической. Новая Конституция была принята парламентом Мозамбика 2 ноября и вступила в силу 30 ноября 1990 года, ознаменовав окончание гражданской войны.

## Содержание
Конституция Мозамбика состоит из преамбулы и 10 глав, включающих в общей сложности 206 статей. Название страны изменено с Народной Республики Мозамбик на Республику Мозамбик.

## Изменения
Согласно статьям 198—199, предложение о внесении поправок в Конституцию может выдвигать президент республики или 1/3 депутатов парламента. План поправок должен быть представлен на рассмотрение парламента не менее чем за 90 дней до начала их обсуждения. В случае, если предложенные поправки приводят к фундаментальным изменениям прав граждан, то после рассмотрения парламентом они выносятся на референдум. Результаты референдума и одобренный текст поправок оформляются в форме конституционного закона и печатаются по указу президента республики. В других случаях поправки к конституции принимаются 2/3 депутатов парламента.